# Distretto di Gogne
Il distretto di Gogne è uno dei quattordici distretti della regione di Gasc-Barca, in Eritrea. Ha per capoluogo la città di Gogne.